# Łojki (województwo podlaskie)
Łojki – wieś w Polsce położona w województwie podlaskim, w powiecie grajewskim, w gminie Grajewo.
W 1929 r. należała do gminy Białaszewo, powiat szczuczyński. Majątek ziemski posiadał tu Jan Kuligowski.
W latach 1975–1998 miejscowość położona była w województwie łomżyńskim.